# Dzień Szakala (film)
Dzień Szakala (ang. The Day of the Jackal) – brytyjsko-francuski film z 1973 roku w reżyserii Freda Zinnemanna, na podstawie powieści sensacyjnej Fredericka Forsytha Dzień Szakala.

## Fabuła
Akcja rozgrywa się we Francji w latach 1963–1964. Grupa zamachowców z OAS po kolejnym nieudanym zamachu na prezydenta Charles’a de Gaulle’a postanawia wynająć zawodowego zabójcę, by ten ostatecznie zlikwidował prezydenta. Zabójca, Anglik posługujący się pseudonimem „Szakal” (z francuskiego Chacal) układa misterny plan zamachu. Do schwytania zabójcy zostaje wyznaczony komisarz Claude Lebel. Musi on jak najszybciej schwytać Szakala. Rozpoczyna się dramatyczny wyścig z czasem.

## Obsada
- Szakal – Edward Fox
- Rolland – Michael Auclair
- Lloyd – Terence Alexander
- Minister – Alan Badel
- Inspektor Thomas – Tony Britton
- Casson – Denis Carey
- Prezydent – Adrien Cayla-Legrand
- Rusznikarz – Cyril Cusack
- Generał Colbert – Maurice Denham
- Przesłuchujący – Vernon Dobtcheff
- Pascal – Jacques François
- Denise – Olga Georges-Picot
- Flavigny – Raymond Gérôme
- Clair – Barrie Ingham
- Caron – Derek Jacobi
- Komisarz Claude Lebel – Michael Lonsdale
- Wolenski – Jean Martin
- Fałszerz – Ronald Pickup
- Rodin – Eric Porter
- Bernard – Anton Rodgers
- Colette de Montpellier – Delphine Seyrig

## Ekipa
- reżyseria – Fred Zinnemann
- scenariusz – Kenneth Ross
  - na podstawie książki Dzień Szakala Fredericka Forsytha
- zdjęcia – Jean Tournier
- muzyka – Georges Delerue
- montaż – Ralph Kemplen
- kostiumy – Joan Bridge, Rosine Delamare, Elizabeth Haffenden
- produkcja – John Woolf
- casting – Margot Capelier, Jenia Reissar

## Nominacje w 1974
- BAFTA:
  - najlepszy film
  - Fred Zinnemann, najlepszy reżyser
  - Kenneth Ross, najlepszy scenariusz
  - Michael Lonsdale, najlepszy aktor drugoplanowy
  - Delphine Seyrig, najlepsza aktorka drugoplanowa
- Złoty Glob:
  - najlepszy dramat
  - Fred Zinnemann, najlepszy reżyser
  - Kenneth Ross, najlepszy scenariusz